# BWF World Tour Finals 2020
Das BWF World Tour Finale 2020 war das abschließende Turnier der BWF World Tour 2020 im Badminton. Es fand vom 27. bis zum 31. Januar 2021 in Pak Kret statt.

## Herreneinzel

### Gruppe A
| Datum      |                | Ergebnis |                 | Satz 1 | Satz 2 | Satz 3 |
| ---------- | -------------- | -------- | --------------- | ------ | ------ | ------ |
| 27. Januar | Chou Tien-chen | 2–1      | Lee Zii Jia     | 21–16  | 12–21  | 21–11  |
| 27. Januar | Viktor Axelsen | 2–0      | Anthony Ginting | 21–17  | 21–8   |        |
| 28. Januar | Chou Tien-chen | 2–0      | Anthony Ginting | 21–19  | 21–11  |        |
| 28. Januar | Viktor Axelsen | 2–0      | Lee Zii Jia     | 21–15  | 21–4   |        |
| 29. Januar | Lee Zii Jia    | 1–2      | Anthony Ginting | 12–21  | 21–15  | 13–21  |
| 29. Januar | Viktor Axelsen | 2–0      | Chou Tien-chen  | 21–10  | 21–14  |        |

### Gruppe B
| Datum      |                 | Ergebnis |                  | Satz 1 | Satz 2 | Satz 3 |
| ---------- | --------------- | -------- | ---------------- | ------ | ------ | ------ |
| 27. Januar | Wang Tzu-wei    | 2–0      | Ng Ka Long       | 21–10  | 21–14  |        |
| 27. Januar | Anders Antonsen | 2–1      | Srikanth Kidambi | 15–21  | 21–16  | 21–18  |
| 28. Januar | Anders Antonsen | 2–0      | Ng Ka Long       | 21–19  | 21–16  |        |
| 28. Januar | Wang Tzu-wei    | 2–1      | Srikanth Kidambi | 19–21  | 21–9   | 21–19  |
| 29. Januar | Ng Ka Long      | 2–1      | Srikanth Kidambi | 12–21  | 21–18  | 21–19  |
| 29. Januar | Anders Antonsen | 0–2      | Wang Tzu-wei     | 11–21  | 19–21  |        |

### Endrunde
|  | Halbfinale | Halbfinale      | Halbfinale | Halbfinale | Halbfinale |  |  | Finale | Finale          | Finale | Finale | Finale |
|  |            |                 |            |            |            |  |  |        |                 |        |        |        |
|  |            |                 |            |            |            |  |  |        |                 |        |        |        |
|  |            | Viktor Axelsen  | 21         | 21         |            |  |  |        |                 |        |        |        |
|  |            | Chou Tien-chen  | 16         | 9          |            |  |  |        |                 |        |        |        |
|  |            |                 |            |            |            |  |  |        | Viktor Axelsen  | 16     | 21     | 17     |
|  |            |                 |            |            |            |  |  |        | Anders Antonsen | 21     | 5      | 21     |
|  |            | Anders Antonsen | 21         | 14         | 21         |  |  |        |                 |        |        |        |
|  |            | Wang Tzu-wei    | 18         | 21         | 16         |  |  |        |                 |        |        |        |
|  |            |                 |            |            |            |  |  |        |                 |        |        |        |

## Dameneinzel

### Gruppe A
| Datum      |                | Ergebnis |                     | Satz 1 | Satz 2 | Satz 3 |
| ---------- | -------------- | -------- | ------------------- | ------ | ------ | ------ |
| 27. Januar | An Se-young    | 2–0      | Michelle Li         | 21–12  | 21–17  |        |
| 27. Januar | Carolina Marín | 2–0      | Evgeniya Kosetskaya | 21–19  | 21–14  |        |
| 28. Januar | Carolina Marín | 2–0      | Michelle Li         | 21–16  | 21–13  |        |
| 28. Januar | An Se-young    | 2–0      | Evgeniya Kosetskaya | 21–13  | 21–17  |        |
| 29. Januar | Carolina Marín | 1–2      | An Se-young         | 16–21  | 21–14  | 19–21  |
| 29. Januar | Michelle Li    | 0–2      | Evgeniya Kosetskaya | 23–25  | 10–21  |        |

### Gruppe B
| Datum      |                      | Ergebnis |                      | Satz 1 | Satz 2 | Satz 3 |
| ---------- | -------------------- | -------- | -------------------- | ------ | ------ | ------ |
| 27. Januar | Tai Tzu-ying         | 2–1      | P. V. Sindhu         | 19–21  | 21–12  | 21–17  |
| 27. Januar | Ratchanok Intanon    | 1–2      | Pornpawee Chochuwong | 21–15  | 11–21  | 18–21  |
| 28. Januar | Ratchanok Intanon    | 2–0      | P. V. Sindhu         | 21–18  | 21–13  |        |
| 28. Januar | Tai Tzu-ying         | 0–2      | Pornpawee Chochuwong | 17–21  | 11–21  |        |
| 29. Januar | Pornpawee Chochuwong | 0–2      | P. V. Sindhu         | 18–21  | 15–21  |        |
| 29. Januar | Tai Tzu-ying         | 2–1      | Ratchanok Intanon    | 23–25  | 21–12  | 21–9   |

### Endrunde
|  | Halbfinale | Halbfinale           | Halbfinale | Halbfinale | Halbfinale |  |  | Finale | Finale         | Finale | Finale | Finale |
|  |            |                      |            |            |            |  |  |        |                |        |        |        |
|  |            |                      |            |            |            |  |  |        |                |        |        |        |
|  |            | An Se-young          | 18         | 12         |            |  |  |        |                |        |        |        |
|  |            | Tai Tzu-ying         | 21         | 21         |            |  |  |        |                |        |        |        |
|  |            |                      |            |            |            |  |  |        | Tai Tzu-ying   | 14     | 21     | 21     |
|  |            |                      |            |            |            |  |  |        | Carolina Marín | 21     | 8      | 19     |
|  |            | Carolina Marín       | 21         | 21         |            |  |  |        |                |        |        |        |
|  |            | Pornpawee Chochuwong | 13         | 13         |            |  |  |        |                |        |        |        |
|  |            |                      |            |            |            |  |  |        |                |        |        |        |

## Herrendoppel

### Gruppe A
| Datum      |                              | Ergebnis |                              | Satz 1 | Satz 2 | Satz 3 |
| ---------- | ---------------------------- | -------- | ---------------------------- | ------ | ------ | ------ |
| 27. Januar | Marcus Ellis Chris Langridge | 0–2      | Ben Lane Sean Vendy          | 20–22  | 15–21  |        |
| 27. Januar | Lee Yang Wang Chi-lin        | 2–0      | Ong Yew Sin Teo Ee Yi        | 21–18  | 24–22  |        |
| 28. Januar | Lee Yang Wang Chi-lin        | 2–0      | Ben Lane Sean Vendy          | 21–14  | 21–18  |        |
| 28. Januar | Ong Yew Sin Teo Ee Yi        | 2–0      | Marcus Ellis Chris Langridge | 21–19  | 21–18  |        |
| 29. Januar | Lee Yang Wang Chi-lin        | 2–0      | Marcus Ellis Chris Langridge | 21–17  | 21–13  |        |
| 29. Januar | Ong Yew Sin Teo Ee Yi        | 0–2      | Ben Lane Sean Vendy          | 15–21  | 13–21  |        |

### Gruppe B
| Datum      |                                | Ergebnis |                                | Satz 1 | Satz 2 | Satz 3 |
| ---------- | ------------------------------ | -------- | ------------------------------ | ------ | ------ | ------ |
| 27. Januar | Mohammad Ahsan Hendra Setiawan | 2–1      | Vladimir Ivanov Ivan Sozonov   | 21–18  | 15–21  | 21–17  |
| 27. Januar | Aaron Chia Soh Wooi Yik        | 2–0      | Choi Sol-gyu Seo Seung-jae     | 21–14  | 21–19  |        |
| 28. Januar | Aaron Chia Soh Wooi Yik        | 0–2      | Vladimir Ivanov Ivan Sozonov   | 19–21  | 16–21  |        |
| 28. Januar | Mohammad Ahsan Hendra Setiawan | 0–2      | Choi Sol-gyu Seo Seung-jae     | 19–21  | 16–21  |        |
| 29. Januar | Aaron Chia Soh Wooi Yik        | 1–2      | Mohammad Ahsan Hendra Setiawan | 21–18  | 17–21  | 11–21  |
| 29. Januar | Vladimir Ivanov Ivan Sozonov   | 1–2      | Choi Sol-gyu Seo Seung-jae     | 11–21  | 21–17  | 16–21  |

### Endrunde
|  | Halbfinale | Halbfinale                     | Halbfinale | Halbfinale | Halbfinale |  |  | Finale | Finale                         | Finale | Finale | Finale |
|  |            |                                |            |            |            |  |  |        |                                |        |        |        |
|  |            |                                |            |            |            |  |  |        |                                |        |        |        |
|  |            | Lee Yang Wang Chi-lin          | 22         | 21         |            |  |  |        |                                |        |        |        |
|  |            | Ben Lane Sean Vendy            | 20         | 17         |            |  |  |        |                                |        |        |        |
|  |            |                                |            |            |            |  |  |        | Lee Yang Wang Chi-lin          | 21     | 23     |        |
|  |            |                                |            |            |            |  |  |        | Mohammad Ahsan Hendra Setiawan | 17     | 21     |        |
|  |            | Mohammad Ahsan Hendra Setiawan | 23         | 21         |            |  |  |        |                                |        |        |        |
|  |            | Choi Sol-gyu Seo Seung-jae     | 21         | 13         |            |  |  |        |                                |        |        |        |
|  |            |                                |            |            |            |  |  |        |                                |        |        |        |

## Damendoppel

### Gruppe A
| Datum      |                               | Ergebnis |                                  | Satz 1 | Satz 2 | Satz 3 |
| ---------- | ----------------------------- | -------- | -------------------------------- | ------ | ------ | ------ |
| 27. Januar | Chow Mei Kuan Lee Meng Yean   | 2–1      | Vivian Hoo Kah Mun Yap Cheng Wen | 21–16  | 10–21  | 21–15  |
| 27. Januar | Greysia Polii Apriyani Rahayu | 2–1      | Lee So-hee Shin Seung-chan       | 21–17  | 22–24  | 21–15  |
| 28. Januar | Lee So-hee Shin Seung-chan    | 2–0      | Chow Mei Kuan Lee Meng Yean      | 21–15  | 21–17  |        |
| 28. Januar | Greysia Polii Apriyani Rahayu | 2–0      | Vivian Hoo Kah Mun Yap Cheng Wen | 21–17  | 21–7   |        |
| 29. Januar | Lee So-hee Shin Seung-chan    | 2–0      | Vivian Hoo Kah Mun Yap Cheng Wen | 21–12  | 21–16  |        |
| 29. Januar | Greysia Polii Apriyani Rahayu | 0–2      | Chow Mei Kuan Lee Meng Yean      | 13–21  | 17–21  |        |

### Gruppe B
| Datum      |                                             | Ergebnis |                                             | Satz 1 | Satz 2 | Satz 3 |
| ---------- | ------------------------------------------- | -------- | ------------------------------------------- | ------ | ------ | ------ |
| 27. Januar | Chloe Birch Lauren Smith                    | 0–2      | Jongkolphan Kititharakul Rawinda Prajongjai | 10–21  | 11–21  |        |
| 27. Januar | Kim So-young Kong Hee-yong                  | 2–1      | Linda Efler Isabel Herttrich                | 21–11  | 19–21  | 21–11  |
| 28. Januar | Chloe Birch Lauren Smith                    | 2–1      | Linda Efler Isabel Herttrich                | 20–22  | 21–16  | 21–12  |
| 28. Januar | Kim So-young Kong Hee-yong                  | 2–0      | Jongkolphan Kititharakul Rawinda Prajongjai | 21–12  | 21–14  |        |
| 29. Januar | Kim So-young Kong Hee-yong                  | 2–0      | Chloe Birch Lauren Smith                    | 21–14  | 21–18  |        |
| 29. Januar | Jongkolphan Kititharakul Rawinda Prajongjai | 2–0      | Linda Efler Isabel Herttrich                | 21–13  | 21–14  |        |

### Endrunde
|  | Halbfinale | Halbfinale                                  | Halbfinale | Halbfinale | Halbfinale |  |  | Finale | Finale                     | Finale | Finale | Finale |
|  |            |                                             |            |            |            |  |  |        |                            |        |        |        |
|  |            |                                             |            |            |            |  |  |        |                            |        |        |        |
|  |            | Lee So-hee Shin Seung-chan                  | 21         | 21         |            |  |  |        |                            |        |        |        |
|  |            | Chow Mei Kuan Lee Meng Yean                 | 14         | 15         |            |  |  |        |                            |        |        |        |
|  |            |                                             |            |            |            |  |  |        | Lee So-hee Shin Seung-chan | 15     | 26     | 21     |
|  |            |                                             |            |            |            |  |  |        | Kim So-young Kong Hee-yong | 21     | 24     | 19     |
|  |            | Jongkolphan Kititharakul Rawinda Prajongjai | 11         | 21         | 16         |  |  |        |                            |        |        |        |
|  |            | Kim So-young Kong Hee-yong                  | 21         | 12         | 21         |  |  |        |                            |        |        |        |
|  |            |                                             |            |            |            |  |  |        |                            |        |        |        |

## Mixed

### Gruppe A
| Datum      |                                                | Ergebnis |                                                | Satz 1 | Satz 2 | Satz 3 |
| ---------- | ---------------------------------------------- | -------- | ---------------------------------------------- | ------ | ------ | ------ |
| 27. Januar | Marcus Ellis Lauren Smith                      | 0–2      | Seo Seung-jae Chae Yoo-jung                    | 12–21  | 12–21  |        |
| 27. Januar | Dechapol Puavaranukroh Sapsiree Taerattanachai | 2–1      | Praveen Jordan Melati Daeva Oktavianti         | 21–13  | 16–21  | 21–11  |
| 28. Januar | Dechapol Puavaranukroh Sapsiree Taerattanachai | 0–2      | Seo Seung-jae Chae Yoo-jung                    | 17–21  | 17–21  |        |
| 28. Januar | Marcus Ellis Lauren Smith                      | 0–2      | Praveen Jordan Melati Daeva Oktavianti         | 20–22  | 19–21  |        |
| 29. Januar | Praveen Jordan Melati Daeva Oktavianti         | 0–2      | Seo Seung-jae Chae Yoo-jung                    | 10–21  | 13–21  |        |
| 29. Januar | Marcus Ellis Lauren Smith                      | 0–2      | Dechapol Puavaranukroh Sapsiree Taerattanachai | 12–21  | 11–21  |        |

### Gruppe B
| Datum      |                                       | Ergebnis |                                       | Satz 1 | Satz 2 | Satz 3 |
| ---------- | ------------------------------------- | -------- | ------------------------------------- | ------ | ------ | ------ |
| 27. Januar | Thom Gicquel Delphine Delrue          | 2–1      | Hafiz Faizal Gloria Emanuelle Widjaja | 14–21  | 21–14  | 21–17  |
| 27. Januar | Mark Lamsfuß Isabel Herttrich         | 1–2      | Goh Soon Huat Shevon Jemie Lai        | 21–14  | 18–21  | 18–21  |
| 28. Januar | Thom Gicquel Delphine Delrue          | 2–0      | Goh Soon Huat Shevon Jemie Lai        | 21–17  | 21–9   |        |
| 28. Januar | Mark Lamsfuß Isabel Herttrich         | 1–2      | Hafiz Faizal Gloria Emanuelle Widjaja | 21–15  | 20–22  | 15–21  |
| 29. Januar | Hafiz Faizal Gloria Emanuelle Widjaja | 1–2      | Goh Soon Huat Shevon Jemie Lai        | 21–17  | 13–21  | 13–21  |
| 29. Januar | Mark Lamsfuß Isabel Herttrich         | 0–2      | Thom Gicquel Delphine Delrue          | 10–21  | 15–21  |        |

### Endrunde
|  | Halbfinale | Halbfinale                                     | Halbfinale | Halbfinale | Halbfinale |  |  | Finale | Finale                                         | Finale | Finale | Finale |
|  |            |                                                |            |            |            |  |  |        |                                                |        |        |        |
|  |            |                                                |            |            |            |  |  |        |                                                |        |        |        |
|  |            | Seo Seung-jae Chae Yoo-jung                    | 21         | 21         |            |  |  |        |                                                |        |        |        |
|  |            | Goh Soon Huat Shevon Jemie Lai                 | 19         | 8          |            |  |  |        |                                                |        |        |        |
|  |            |                                                |            |            |            |  |  |        | Seo Seung-jae Chae Yoo-jung                    | 18     | 21     | 8      |
|  |            |                                                |            |            |            |  |  |        | Dechapol Puavaranukroh Sapsiree Taerattanachai | 21     | 8      | 21     |
|  |            | Dechapol Puavaranukroh Sapsiree Taerattanachai | 21         | 21         |            |  |  |        |                                                |        |        |        |
|  |            | Thom Gicquel Delphine Delrue                   | 15         | 17         |            |  |  |        |                                                |        |        |        |
|  |            |                                                |            |            |            |  |  |        |                                                |        |        |        |